# Liste der Baudenkmale in Lüneburg – Heiligengeiststraße
In der Liste der Baudenkmale in Lüneburg – Heiligengeiststraße sind Baudenkmale in der Heiligengeiststraße in der niedersächsischen Stadt Lüneburg aufgelistet. Die Quelle der IDs und der Beschreibungen ist der Denkmalatlas Niedersachsen. Der Stand der Liste ist der 23. Dezember 2021.

## Allgemein
In den Spalten befinden sich folgende Informationen:
- Lage: die Adresse des Baudenkmales und die geographischen Koordinaten. Kartenansicht, um Koordinaten zu setzen. In der Kartenansicht sind Baudenkmale ohne Koordinaten mit einem roten Marker dargestellt und können in der Karte gesetzt werden. Baudenkmale ohne Bild sind mit einem blauen Marker gekennzeichnet, Baudenkmale mit Bild mit einem grünen Marker.
- Bezeichnung: Bezeichnung des Baudenkmales
- Beschreibung: die Beschreibung des Baudenkmales. Unter § 3 Abs. 2 NDSchG werden Einzeldenkmale und unter § 3 Abs. 3 NDSchG Gruppen baulicher Anlagen und deren Bestandteile ausgewiesen.
- ID: die Objekt-ID des Baudenkmales
- Bild: ein Bild des Baudenkmales, ggf. zusätzlich mit einem Link zu weiteren Fotos des Baudenkmals im Medienarchiv Wikimedia Commons. Wenn man auf das Kamerasymbol klickt, können Fotos zu Baudenkmalen aus dieser Liste hochgeladen werden:

## Baudenkmale
| Lage                                                      | Bezeichnung                 | Beschreibung                                      | ID       | Bild           |
| --------------------------------------------------------- | --------------------------- | ------------------------------------------------- | -------- | -------------- |
| Heiligengeiststraße 4 53° 14′ 49″ N, 10° 24′ 28″ O        | Wohnhaus                    |                                                   | 30670269 |                |
| Heiligengeiststraße 5 53° 14′ 49″ N, 10° 24′ 26″ O        | Wohnhaus                    |                                                   | 30670287 |                |
| Heiligengeiststraße 6 53° 14′ 49″ N, 10° 24′ 26″ O        | Wohnhaus                    |                                                   | 30670309 |                |
| Heiligengeiststraße 7 53° 14′ 49″ N, 10° 24′ 25″ O        | Wohnhaus                    |                                                   | 30670330 |                |
| Heiligengeiststraße 8 53° 14′ 49″ N, 10° 24′ 24″ O        | Wohnhaus                    | Zum Haus gehört ein Hofflügel mit der ID 30647630 | 30657256 |                |
| Heiligengeiststraße 9 53° 14′ 49″ N, 10° 24′ 24″ O        | Wohnhaus                    |                                                   | 30652209 |                |
| Heiligengeiststraße 9 53° 14′ 49″ N, 10° 24′ 24″ O        | Flügelbau                   | Nebengebäude an der Enge Straße                   | 30644490 |                |
| Heiligengeiststraße 10 53° 14′ 49″ N, 10° 24′ 23″ O       | Wohnhaus                    |                                                   | 30657282 | Weitere Bilder |
| Heiligengeiststraße 11 53° 14′ 48″ N, 10° 24′ 22″ O       | Wohnhaus                    |                                                   | 30670348 |                |
| Heiligengeiststraße 13 53° 14′ 48″ N, 10° 24′ 21″ O       | Wohnhaus                    |                                                   | 30670383 |                |
| Heiligengeiststraße 14 53° 14′ 48″ N, 10° 24′ 20″ O       | Wohnhaus                    |                                                   | 30685603 |                |
| Heiligengeiststraße 18 53° 14′ 48″ N, 10° 24′ 19″ O       | Wohnhaus                    |                                                   | 30670423 |                |
| Heiligengeiststraße 19 53° 14′ 48″ N, 10° 24′ 18″ O       | Wohnhaus                    |                                                   | 30670446 | Weitere Bilder |
| Heiligengeiststraße 21 53° 14′ 48″ N, 10° 24′ 18″ O       | Wohnhaus                    |                                                   | 30671279 |                |
| Heiligengeiststraße 22 53° 14′ 48″ N, 10° 24′ 17″ O       | Wohnhaus                    |                                                   | 30671297 |                |
| Heiligengeiststraße 23 53° 14′ 47″ N, 10° 24′ 17″ O       | Wohnhaus                    |                                                   | 30671320 |                |
| Heiligengeiststraße 24 53° 14′ 47″ N, 10° 24′ 16″ O       | Wohnhaus                    |                                                   | 30671361 |                |
| Heiligengeiststraße 24a 53° 14′ 47″ N, 10° 24′ 16″ O      | Wohnhaus                    |                                                   | 30671343 |                |
| Heiligengeiststraße 25 53° 14′ 47″ N, 10° 24′ 15″ O       | Wohnhaus                    |                                                   | 30671379 |                |
| Heiligengeiststraße 26 53° 14′ 46″ N, 10° 24′ 13″ O       | Wohnhaus                    |                                                   | 30671453 |                |
| Heiligengeiststraße 27 53° 14′ 45″ N, 10° 24′ 13″ O       | Wohnhaus                    |                                                   | 30671414 |                |
| Heiligengeiststraße 29 / 29a 53° 14′ 46″ N, 10° 24′ 17″ O | Hospital zum Heiligen Geist |                                                   | 30671471 | Weitere Bilder |
| Heiligengeiststraße 29 / 29a 53° 14′ 45″ N, 10° 24′ 17″ O | Nebengebäude                |                                                   | 45095149 |                |
| Heiligengeiststraße 29 / 29a 53° 14′ 45″ N, 10° 24′ 18″ O | Turnhalle                   |                                                   | 30674933 |                |
| Heiligengeiststraße 30 53° 14′ 48″ N, 10° 24′ 19″ O       | Wohnhaus                    |                                                   | 30671651 |                |
| Heiligengeiststraße 32 53° 14′ 48″ N, 10° 24′ 22″ O       | Wohnhaus                    |                                                   | 30671751 |                |
| Heiligengeiststraße 33 53° 14′ 48″ N, 10° 24′ 22″ O       | Wohnhaus                    |                                                   | 30671792 |                |
| Heiligengeiststraße 34 53° 14′ 48″ N, 10° 24′ 23″ O       | Nebengebäude                |                                                   | 30649411 | Weitere Bilder |
| Heiligengeiststraße 36 53° 14′ 48″ N, 10° 24′ 24″ O       | Wohnhaus                    |                                                   | 30671769 |                |
| Heiligengeiststraße 37 53° 14′ 48″ N, 10° 24′ 25″ O       | Wohnhaus                    |                                                   | 30652233 |                |
| Heiligengeiststraße 38 53° 14′ 48″ N, 10° 24′ 25″ O       | Wohnhaus                    |                                                   | 30671815 |                |
| Heiligengeiststraße 38 53° 14′ 48″ N, 10° 24′ 26″ O       | Flügelbau                   |                                                   | 30671815 |                |
| Heiligengeiststraße 39 53° 14′ 48″ N, 10° 24′ 26″ O       | Wohnhaus                    |                                                   | 30652258 | Weitere Bilder |
| Heiligengeiststraße 39 53° 14′ 48″ N, 10° 24′ 27″ O       | Hofflügel                   |                                                   | 30646778 | BW             |
| Heiligengeiststraße 39 53° 14′ 47″ N, 10° 24′ 26″ O       | Sudhaus                     |                                                   | 30649252 |                |
| Heiligengeiststraße 40 53° 14′ 49″ N, 10° 24′ 27″ O       | Wohnhaus                    | Zum Haus gehört ein Hofflügel mit der ID 30648635 | 30652284 |                |
| Heiligengeiststraße 41 53° 14′ 49″ N, 10° 24′ 28″ O       | Wohnhaus                    |                                                   | 30671838 |                |
| Heiligengeiststraße 41 53° 14′ 48″ N, 10° 24′ 28″ O       | Hofflügel                   |                                                   | 30648774 |                |
| Heiligengeiststraße 42 53° 14′ 49″ N, 10° 24′ 28″ O       | Wohnhaus                    |                                                   | 30671862 |                |
| Heiligengeiststraße 43 53° 14′ 49″ N, 10° 24′ 29″ O       | Crato-Keller                |                                                   | 30659143 |                |
| Heiligengeiststraße 43 53° 14′ 48″ N, 10° 24′ 29″ O       | Hofflügel                   |                                                   | 45679828 |                |
| Heiligengeiststraße 43 53° 14′ 49″ N, 10° 24′ 29″ O       | Durchfahrt                  |                                                   | 41809236 |                |
| Heiligengeiststraße 43 53° 14′ 49″ N, 10° 24′ 30″ O       | Wirtschaftsgebäude          |                                                   | 30646123 | BW             |
| Heiligengeiststraße 44 53° 14′ 49″ N, 10° 24′ 30″ O       | Wohnhaus                    |                                                   | 30657352 |                |
| Heiligengeiststraße 45 53° 14′ 49″ N, 10° 24′ 30″ O       | Wohnhaus                    |                                                   | 30657331 |                |